# Lexem
Ett lexem är en abstrakt enhet som omfattar alla böjningsformer av en betydelseenhet, det vill säga ett ord som ”ʙɪʟ”, eller en ordkombination med specifik betydelse, ”FINSKA PINNAR”, ”GULA FLODEN”.
Till exempel omfattar det svenska lexemet ʙɪʟ dessa böjningsformer:
- bil
- bilen
- bils[3]
- bilens
- bilar
- bilars
- bilarna
- bilarnas

Termen lex har föreslagits som beteckning på en böjningsform inom ett lexem (till exempel vore formerna av ʙɪʟ ovan åtta stycken lexer), men ordet lex används inte så ofta av lingvister.
Lexem skrivs ofta med kapitäler – bokstäver som har stora bokstävers form, men små bokstävers höjd: ʙɪʟ, inte BIL.

## Noggrannare definition av lexem
Noggrannare uttryckt är ett lexem den minsta betydelseenheten inom ett språks semantiska system. Lexerna av lexemet ʙɪʟ ovan har alla samma semantiska grundbetydelse, men detaljer varierar, som skillnaden mellan ental och flertal (en bil – bilar). Begreppet lexem myntades därför att begreppet ord är mångtydigt, och lingvister ville ha en term för den minsta icke reducerbara betydelseenheten.

## Idiomatiska fraser som lexem
Definitionen av lexem som ”betydelseenhet” medför att ett lexem kan bestå av flera ord, om orden tillsammans utgör en icke reducerbar betydelseenhet. En idiomatisk fras som ”ta ner skylten” kan också ses som ett lexem. En idiomatisk fras kan inte förstås genom analys av dess delar; man kan inte sluta sig till att ”ta ner skylten” betyder ”dö” om man bara vet vad de tre orden i frasen betyder. Därför är hela frasen ett lexem, som i vanlig ordning omfattar böjningsformer (lexer):
- tar ner skylten
- tog ner skylten

och så vidare.

## Skillnad mellanlexemochlemma
Den konventionella ordboksformen (lemmat) är en av böjningsformerna. I det inledande exemplet ovan är lemmat singularis obestämd form: bil. Lemmat kan alltså stå som ”rubrik” för alla former av lexemet i en ordboksartikel, även de former som inte nämns i ordboken. Men ingen böjningsform skriven med vanliga bokstäver är lämplig som symbol för lexemet, eftersom idén med begreppet lexem är att särskilt betona att det omfattar alla formerna i lika hög grad. En lösning är att skriva lexemets namn med kapitäler: ʙɪʟ. Symbolen ʙɪʟ står alltså i lika hög grad för bilen och bilar och alla de åtta böjningsformerna ovan.
Lemmat och symbolen för lexemet liknar varandra (bil och ʙɪʟ), eftersom båda konventionellt grundas på den form av ordet som anses minst böjd. Men lemmat är bara formen ”bil”, medan lexemet ʙɪʟ inte är en form, utan en symbol för en mängd. I princip kan alltså inte symbolen ʙɪʟ läsas högt, eftersom den inte är ett ord utan en symbol.

## Skillnad mellan ordböjning och avledning
En avledning (som ʙɪʟɪꜱᴛ av ʙɪʟ) räknas som ett eget lexem, eftersom det har en annan grundbetydelse än lexemet det är avlett från. Ofta faller avledningen i en annan ordklass än lexemet det är avlett från: Det avledda ꜱᴍᴜᴛꜱɪɢ är ett adjektiv medan grundlexemet ꜱᴍᴜᴛꜱ är ett substantiv. Skillnaden mellan avledning och böjning kan synas självklar, men det finns omdiskuterade gränsfall: Participformen svarvad har traditionellt setts som en böjningsform av verbet ꜱᴠᴀʀᴠᴀ, men räknas numera som en avledning som inte tillhör ordklassen verb.